# Dopasia gracilis
Dopasia gracilis är en ödleart som beskrevs av  Gray 1845. Dopasia gracilis ingår i släktet Dopasia och familjen kopparödlor. Inga underarter finns listade i Catalogue of Life.